# Cannabinoide
Un cannabinoide (CB) es un compuesto orgánico lipídico perteneciente al grupo de los terpenofenoles, que se une a los receptores cannabinoides en el organismo humano.

## Tipos
Se reconocen tres tipos de cannabinoides: los  fitocannabinoides sintetizados naturalmente por la planta de cannabis; los cannabinoides endógenos o endocannabinoides (eCBs), producidos por organismos animales y por el cuerpo humano (e.g., anandamidas.); y los cannabinoides sintéticos o neocannabinoides, compuestos similares generados en laboratorio (aunque no presentes al estado natural en el medio ambiente).
Uno de los cannabinoides más conocidos es el delta-9-tetrahidrocannabinol (∆9-THC, o THC ), ingrediente psicoactivo principal de la marihuana. 
Los cannabinoides actúan a través de dos tipos de receptores de membrana celular: los CB1, que se encuentran en el sistema nervioso central y en los sistemas reproductivo, digestivo e inmune; y los CB2, que se encuentran en tejidos periféricos como pulmón, bazo y testículos, así como en algunas células del sistema inmune como los monocitos y los macrófagos. El receptor transmembrana CB1 estaría asociado a las GPi (proteínas G inhibitorias) y al activarse se produciría un bloqueo de la entrada de calcio hacia las células así como la inhibición de la adenilato ciclasa con la consecuente disminución de la concentración intracelular de AMPc (una molécula que funciona como señalizadora o segundo mensajero en distintas vías enzimáticas intracelulares). Los receptores CB2 aparentemente actúan de forma muy parecida a los CB1.

## Usos terapéuticos
Entre los usos terapéuticos de los cannabinoides se mencionan el tratamiento del dolor neuropático en pacientes terminales como en el cáncer metastásico, de los vómitos inducidos por quimioterapia y en el síntoma de la espasticidad de la esclerosis múltiple, y en las náuseas y vómitos intratables post quimioterapia del cáncer. Otros usos se encuentran actualmente en investigación clínica (Ej: convulsiones refractarias en niños, glaucoma, patologías que cursan con desmielinización como la esclerosis múltiple).

## Receptores de cannabinoides
Los receptores cannabinoides son receptores acoplados a proteínas G (GPCR). De ellos, los más ampliamente conocidos en la actualidad son: CB1 y CB2.
Antes de 1980, hubo mucha especulación sobre los efectos producidos sobre el físico y la psique a través de vía inespecífica en las membranas celulares por parte de los cannabinoides. El descubrimiento del primer receptor de cannabinoides en los años ochenta ayudó a resolver este debate. Estos receptores eran comunes en animales y fueron encontrados en mamíferos, aves, peces y reptiles.
Actualmente se sabe que ambos tipos de receptores al interaccionar con un cannabinoide extracelular activan una cascada de transducción de señales intracelular, en la que se produce la inhibición de la adenilil ciclasa y la activación de MAP quinasas, entre otros eventos moleculares. Sin embargo, la afinidad por el mismo ligando, el modo de transmitir la señal y su distribución tisular son características diferenciales.

### Receptores de cannabinoides tipo 1 (CB1)
Los receptores CB1 son los más abundantes en el sistema nervioso. Inicialmente fueron encontrados en el cerebro, específicamente en los ganglios basales y en el sistema límbico. Posteriormente, se identificaron en el cerebelo y en los sistemas de reproducción de machos y hembras. Y el los últimos años se ha establecido su expresión en el linaje oligodendroglial, donde regula la oligodendrogénesis, mielinización y remielinización del SNC.
Sin embargo, los receptores de CB1 están ausentes en la parte del tallo cerebral responsable de las funciones cardiovasculares y respiratorias. En consecuencia, no hay riesgo de fallo cardiorrespiratorio como sucede con otras drogas. 
Los CB1 aparecen como responsables de la euforia y de los efectos anticonvulsivos del cannabis.

### Receptores de cannabinoides tipo 2 (CB2)
Los receptores de tipo 2 (CB2) se encuentran principalmente en el sistema inmunitario, destacando el bazo, donde son responsables de la acción antiinflamatoria.
En la actualidad existe controversia si el linaje celular oligodendroglial expresa CB2, ya que algunos estudios muestran una expresión insignificante o nula de dicho receptor, mientras que otros reflejan su expresión en OPCs y OLs.

## Fitocannabinoides
| Tipo                                               | Estructura                                         | Forma Ciclada                                                       |
| -------------------------------------------------- | -------------------------------------------------- | ------------------------------------------------------------------- |
| Cannabigerol-type CBG                              | Chemical structure of a CBG-type cannabinoid.      | Chemical structure of the CBG-type cyclization of cannabinoids.     |
| Cannabichromene-type CBC                           | Chemical structure of a CBC-type cannabinoid.      | Chemical structure of the CBC-type cyclization of cannabinoids.     |
| Cannabidiol-type CBD                               | Chemical structure of a CBD-type cannabinoid.      | Chemical structure of the CBD-type cyclization of cannabinoids.     |
| Tetrahydrocannabinol- and Cannabinol-type THC, CBN | Chemical structure of a CBN-type cannabinoid.      | Chemical structure of the CBN-type cyclization of cannabinoids.     |
| Cannabielsoin-type CBE                             | Chemical structure of a CBE-type cannabinoid.      | Chemical structure of the CBE-type cyclization of cannabinoids.     |
| iso- Tetrahydrocannabinol- type iso-THC            | Chemical structure of an iso-CBN-type cannabinoid. | Chemical structure of the iso-CBN-type cyclization of cannabinoids. |
| Cannabicyclol-type CBL                             | Chemical structure of a CBL-type cannabinoid.      | Chemical structure of the CBL-type cyclization of cannabinoids.     |
| Cannabicitran-type CBT                             | Chemical structure of a CBT-type cannabinoid.      | Chemical structure of the CBT-type cyclization of cannabinoids.     |
| Principales de cannabinoides naturales             |                                                    |                                                                     |

También se les llama cannabinoides naturales, cannabinoides herbáceos o cannabinoides clásicos. Son conocidos únicamente porque se producen en una cantidad significativa en la planta de cannabis y están concentrados en una savia viscosa que se produce en estructuras glandulares conocidas como tricomas. Además la savia es rica en terpenos, los cuales son responsables del aroma de la planta.
Los fitocannabinoides son bastante insolubles en agua pero muy solubles en lípidos, alcoholes y otros disolventes orgánicos apolares.
Todos los cannabinoides naturales son derivados de sus respectivos 2-acidocarboxílico(2-COOH) por descarboxilación (catalizada por calor, luz y condiciones alcalinas).

### Tipos
Hasta el momento se han identificado al menos 113 cannabinoides procedentes de la planta de cannabis. Todas las clases derivan de compuestos del tipo cannabigerol y difieren principalmente en el proceso mediante el cual el precursor es ciclado.
Tetrahidrocannabinol (THC), cannabidiol (CBD) y cannabinol(CBN) son los cannabinoides más frecuentes y los que han sido objetivo de más estudios. Hay más cannabinoides que han sido estudiados:
- CBG Cannabigerol
- CBC Cannabichromene
- CBL Cannabiciclol
- CBV Cannabidivarin
- CBCV Cannabichromevarin
- CBGV Cannabigerovarin
- CBGM Cannabigerol Monoetil éter

#### Tetrahidrocannabinol
El THC es el componente psicoactivo primario de la planta. Desde un punto de vista clínico, es útil para aliviar el dolor moderado pues posee un efecto analgésico además de ser neuroprotector. El tetrahidrocannabinol tiene aproximadamente la misma afinidad por el CB1 que por el CB2.
Δ-9-tetrahidrocannabinol y Δ-8-tetrahidrocannabinol, imitan la acción de la anandamida, un neurotransmisor producido de forma natural en el organismo. 
Dronabinol es la denominación común internacional del ∆9-tetrahidrocannabinol, sin distinción de si es de origen natural o sintético.

#### Cannabidiol
El cannabidiol (CBD) es un narcótico o estupefaciente, pero no se considera un psicoactivo y se cree que no afecta a la actividad llevada a cabo por el THC. Recientemente se han hallado evidencias que demuestran que los fumadores de cannabis con una alta proporción de CBD/THC poseen menos tendencia a sufrir los síntomas de la esquizofrenia. Este hecho está apoyado por tests psicológicos en los cuales los participantes experimentan una pérdida de intensidad de los efectos psicóticos cuando se les administra THC junto a CBD.
Esto nos conduce a la hipótesis que el CBD actúa como modulador alostérico negativo (NAM) del CB1 y en consecuencia altera los efectos psicoactivos del THC.

#### Cannabinol
El cannabinol (CBN) es el producto primario de la degradación del THC y no se suele encontrar demasiado en la planta. El contenido en CBN va aumentando según la cantidad de THC que se degrada y por la exposición a la luz y al aire. Es un psicoactivo leve cuya afinidad es superior en el caso del receptor CB2 y baja en el CB1.

#### Tetrahidrocannabivarina
La tetrahidrocannabivarina (THCV) es común en ciertas variedades de la planta de cannabis de Sudáfrica y del sudeste asiático. Es un antagonista del THC y en los receptores de CB1 atenúa el efecto psicoactivo del THC.

#### Cannabicromeno
El cannabicromeno (CBC) no es un psicoactivo y no influye en el efecto del THC.

### Cannabinoides ácidos
Los cannabinoides ácidos son compuestos químicos pertenecientes a la familia de los cannabinoides, los cuales son mayormente conocidos por su presencia en la planta de cannabis (Cannabis sativa). Estos compuestos son precursores de los cannabinoides neutros, los cuales se obtienen mediante un proceso de descarboxilación, que elimina el grupo ácido carboxílico presente en su estructura.
A continuación, se enumeran algunos de los cannabinoides ácidos más prominentes junto con sus siglas y nombres completos:
- THCA (ácido Δ9-tetrahidrocannabinólico)

THCA es el precursor ácido del THC, el cannabinoide psicoactivo más conocido. Se encuentra en las plantas de cannabis en forma de cristales que, mediante calor o tiempo, se convierten en THC.
- CBDA (ácido cannabidiólico)

CBDA es la forma ácida del cannabidiol (CBD), un cannabinoide no psicoactivo que ha ganado atención por sus posibles propiedades terapéuticas.
- CBGA (ácido cannabigerólico)

CBGA es un precursor clave para otros cannabinoides, como el THCA, CBDA, y CBCA. Su transformación en estos compuestos es catalizada por enzimas específicas.
- CBN-A (ácido cannabinólico)

Aunque menos estudiado que otros cannabinoides, el CBN-A es el precursor ácido del cannabinoide cannabinol (CBN), que se ha asociado con propiedades sedantes.
Estos cannabinoides ácidos desempeñan un papel crucial en la biosíntesis de cannabinoides en las plantas de cannabis y han sido objeto de investigación debido a sus posibles beneficios para la salud. Es importante destacar que la investigación en este campo está en curso, y se necesita más evidencia científica para comprender completamente el alcance de sus propiedades y aplicaciones terapéuticas.

#### Posición del doble enlace
Cada uno de estos compuestos puede tener distintas formas dependiendo de la posición del doble enlace en el anillo acíclico del carbono. Esto puede comportar confusión porque hay diferentes sistemas para numerar y describir la posición del doble enlace.

#### Longitud
Muchos compuestos formados de cannabinoides herbáceos están constituidos por 21 carbonos. Sin embargo, muchos no siguen esta regla a causa de la variación en la longitud de la cadena ligada al anillo aromático. En el caso del THC, CBD y del CBN esta cadena es un pentilo(5 carbonos). En la mayoría de los homólogos, la cadena pentilo es sustituida por un propilo (3 carbonos). A los cannabinoides con un propilo se les da nombre empleando el sufijo “varina”. Ejemplos: THCV, CBDV, CBNV. Estas cadenas son más estrechas pero aumentan la intensidad y disminuyen la duración de las actividades de las sustancias químicas.

#### Perfil de la planta

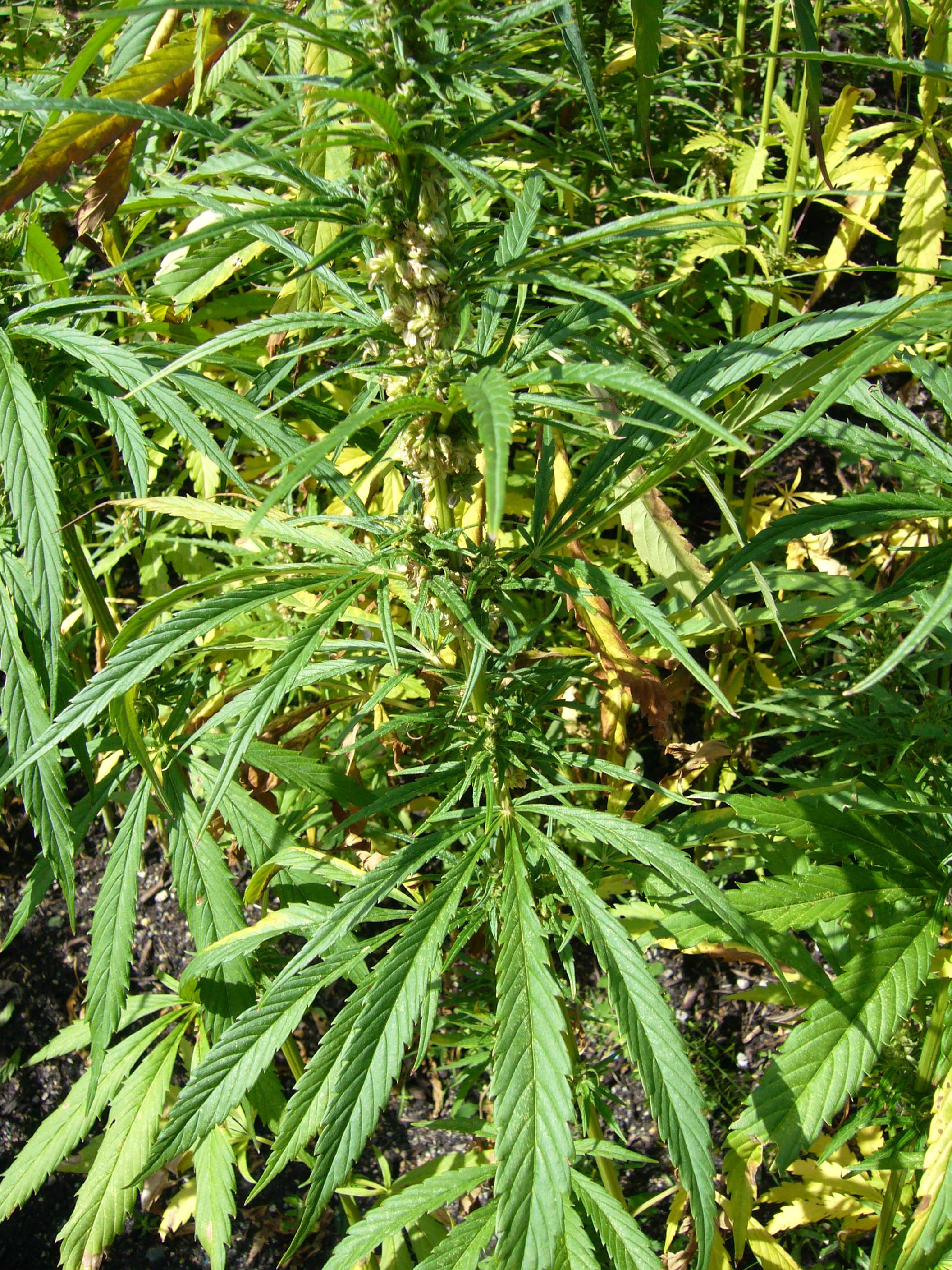
Planta de cannabis.

La planta de cannabis puede presentar grandes variaciones respecto al tipo y cantidad de cannabinoides que sintetiza. La mezcla de cannabinoides producidos por la planta también es conocida como: perfil de la planta de los cannabinoides. El cultivo selectivo ha sido utilizado para controlar la genética de las plantas y de esta forma modificar el perfil de los cannabinoides. Hay variedades utilizadas en medicina por su alto contenido en CBD como por ejemplo la Cannabis Sativa L, otras son utilizadas con propósitos recreativos en busca de un alto contenido en THC.
El análisis cuantitativo del perfil de una planta productora de cannabinoides se determina mediante una cromatografía gaseosa (CG). Se sabe que se combina con una espectrometría masiva.
Las cromatografías líquidas también son posibles aunque normalmente son semi-cuantitativas y semi-cualitativas.

### Farmacología
Los cannabinoides se pueden administrar por vaporización, ingestión oral, inyección intravenosa, absorción sublingual o con supositorios.
Una vez dentro del organismo, muchos cannabinoides son metabolizados en el hígado.
Muchos son almacenados en la grasa además de ser metabolizados en el hígado.
Δ-9-THC (neurotransmisor delta 9 THC) es metabolizado a 11-hidroxi-Δ-9-THC para posteriormente convertirse en 9-carboxi-THC. Muchos metabolitos del cannabis pueden ser detectados en el organismo después de varias semanas.

#### Biosíntesis de la planta
La producción de cannabinoides comienza cuando una enzima causa la combinación del geranil pirofosfato y ácido olivetolico para formar CBG. Después, el CBG se transforma de forma independiente en CBD o CBC por dos enzimas sintetasas que se hallan separados. Posteriormente el CBD se cicla por acción de enzimas. Para los homólogos del propilo (THCV, CBDV y CBNV) se lleva a cabo el mismo proceso pero basado en CBGV.

#### Separación
Los cannabinoides pueden ser separados de la planta por extracción con disolventes orgánicos. Los hidrocarburos y los alcoholes son muy utilizados como disolventes pero debemos tener en cuenta que son inflamables y muy tóxicos.
La extracción supercrítica con dióxido de carbono es una técnica alternativa.
Aunque este proceso requiera altas presiones (73 atmósferas), hay un mínimo riesgo de incendio o de toxicidad. La retirada del disolvente es simple y eficiente. Una vez extraído, la mezcla de cannabinoides puede ser separada en componentes individuales usando técnicas de destilación. Se ha de tener en cuenta que para producir cannabinoides es necesaria una síntesis química.

### Historia
Los cannabinoides fueron descubiertos en la década de 1940, cuando CBD y CBN fueron identificados. La estructura del THC fue determinada por primera vez en 1964 por el profesor Raphael Mechoulam, sintetizando la molécula Δ9-tetrahidrocannabinol.
Debido al parecido molecular y la facilidad de la conversión sintética, en un principio se pensó que el CBD era un precursor natural del THC. Sin embargo, hoy en día se sabe que el CBD y el THC son producidos de manera independiente en la planta del cannabis y que tienen un carácter antagónico.

## Endocannabinoides (eCBs)
Los endocannabinoides son sustancias pertenecientes al sistema endocannabinoide, que se producen a demanda en el interior del cuerpo a partir de fosfolípidos de membrana a través de diferentes vías metabólicas. Inmediatamente después de ser producidos, los eCBs son liberados al medio extracelular donde pueden interaccionar con los receptores de cannabinoides, además de ser desactivados y metabolizados rápidamente.
Tras el descubrimiento del primer receptor de cannabinoide en 1988, algunos científicos empezaron a buscar un ligando endógeno para el receptor, conduciendo así hacia el descubrimiento de los endocannabinoides.

### Tipos de endocannabinoides
- Araquidonoiletanolamina (Anandamida o AEA)

En 1992, el primer componente descubierto fue identificado como araquidonoil etanolamina, también llamado anandamida, un nombre derivado de la palabra dicha en Sánscrito y –amida. Anandamida es un derivado del ácido graso esencial (separado en el link) araquidónico (AA). Es farmacológicamente hablando similar al THC, aunque su estructura química es diferente. La anandamida es sintetizada partir de N-acilfosfatidiletanolamina (NAPE) por la fosfolipasa D específica de N-acilfosfatidiletanolamina (NAPE-PLD). Y su degradación ocurre fundamentalmente por hidrólisis enzimática, gracias a la acción de la enzima amido-hidrolasa de ácidos grasos (FAAH)

Anandamida, un ligando endógeno del CB1 y CB2.

La AEA se une al receptor de cannabinoides CB1 y, en menor grado al receptor CB2, dónde actúa como un agonista parcial. Es tan potente como el THC en el receptor CB1. Se encuentra en la mayoría de tejidos de un amplio abanico de animales.
Dos formas análogas de la anandamida, el 7,10,13,16-docosatetraenoiletanolamida y el homo-y-linolenoiletanolamina, tienen similar farmacología. Todos ellos son miembros de una familia de señales lipídicas llamadas N-aciletanolamidas, que también incluyen los no cannabi-miméticos palmitoiletanolamida y oleiletanolamina, los cuales poseen efectos antiinflamatorios y orexigénico, respectivamente.
Muchas N-aciletanolaminas han sido identificadas también en semillas y moluscos.
- 2–Araquidonoilglicerol (2-AG)

El 2–Araquidonoilglicerol es otro endocannabinoide derivado del ácido araquidónico, que se une a los receptores CB1 y CB2 con afinidad similar, actuando como un agonista total de ambos.
La síntesis del 2-AG es llevada a cabo por la diacilglicerol lipasa (DAGL) a partir de fosfatidilinositol. Y su deregración ocurre fundamentalmente por hidrólisis enzimática, gracias a la acción de la monoacilglicerol lipasa (MAGL) o en menor medida de ABHD6 y ABHG12
2–AG está presente en concentraciones significativamente más altas en el cerebro que la anandamida, y existe cierta controversia en relación con si 2–AG, en lugar de anandamida, es el principal responsable de la señalización por endocannabinoides in vivo. En particular, un estudio in Vitro sugiere que 2-AG es capaz de estimular la activación de la proteína G en mayor grado que la anandamida, aunque las implicaciones psicológicas de este hallazgo no son aún conocidas.
- 2-Araquidonilgliceril éter (noladin éter)

En 2001 se aisló un tercer tipo de endocannabinoide, el 2-Araquidonil gliceril éter, de un cerebro porcino. Antes de este descubrimiento, había sido sintetizado artificialmente como un análogo estable del 2-AG; es más, existe cierta controversia sobre una clasificación como un endocannabinoide, ya que se encontró una “cantidad inapreciable” de dicha sustancia en los cerebros de una gran cantidad de especies de mamíferos diferentes.
Se une al receptor CB1 (Ki=21,2 nmol/L) y causa sedación, hipotermia, inmovilidad intestinal y un suave efecto antinociceptivo en ratones. Se une fuertemente al receptor CB1, y sólo débilmente al receptor CB2
- N-Araquidonoil-dopamina (NADA)

Descubierto en el 2000, NADA se une preferentemente al receptor CB1. Como la anandamida, NADA es también un agonista del subtipo 1 de receptor de vanilloides (TRPV1), un miembro de la familia de receptores vanilloides.
- Virodamina

Un quinto cannabinoide, virodamina, o O-araquidonoil-etanolamina (OAE) fue descubierto en junio de 2002. Aunque es un agonista total del receptor CB2 y un agonista parcial del CB1, en el receptor CB1 se comporta como un antagonista si se encuentra en una situación in vivo. En ratas, virodhamina estaba presente en concentraciones ligeramente inferiores que la anandamida en el cerebro.

### Función
Los endocannabinoides funcionan como mensajeros intercelulares lipídicos, señalando moléculas que son secretadas en una célula y activando los receptores de cannabinoides presentes en otras células de alrededor. Aunque en este rol de señalización intercelular se comportan de manera similar a los ya conocidos neurotransmisores monoamina, como la dopamina o la acetilcolina, los endocannabinoides difieren de muchas maneras de ellos. Por ejemplo, utilizan señalización retrógrada. Además, los endocannabinoides son moléculas lipofílicas, por lo tanto no son demasiado solubles en agua. No se guardan en vesículas, y existen como componentes integrales de la bicapa lipídica que constituye la membrana de las células. Se cree que son sintetizados por demanda en vez de ser sintetizados y luego almacenados para un uso posterior. Los mecanismos y enzimas que hay bajo la biosíntesis de los endocannabinoides aun constituyen un área de investigación activa.
El endocannabinoide 2-AG ha sido encontrado en leche materna tanto humana como bovina.

#### Señal retrógrada
Los neurotransmisores convencionales son liberados de una célula presináptica, y activados por receptores apropiados en una célula postsináptica, dónde presináptico y postsináptico designan las zonas de envío y recibo de la sinapsis, respectivamente. Los endocannabinoides, por otro lado, son descritos como transmisores retrógrados porque normalmente viajan “hacia atrás”, en contra de la corriente sináptica común. Ellos, en efecto, son liberados de la célula postsináptica y activados en la célula presináptica, donde los receptores señal se encuentran densamente concentrados en los terminales axónicos, en zonas desde las cuales los neurotransmisores convencionales son a su vez liberados.
Este sistema de tráfico mediado por endocannabinoides permite a la célula postsináptica controlar su propia entrada de tráfico sináptico. El efecto último en la célula liberadora de endocannabinoides depende de la naturaleza del transmisor convencional que está siendo controlado. Por ejemplo, cuando la liberación de un transmisor inhibidor, como GABA, es reducida, el efecto neto es un incremento de la excitabilidad de la célula liberadora de endocannabinoides. En contra, cuando la liberación de un neurotransmisor excitador, como el glutamato, es reducida, el efecto neto es la disminución de la excitabilidad de la célula liberadora de endocannabinoides.

#### Rango
Los endocannabinoides son moléculas hidrofóbicas: no pueden viajar sin ayuda largas distancias por el medio acuoso que envuelve las células de las cuales son liberadas, y por tanto actúan de forma local cerca de las células diana. Por esta razón, aunque emanen difusamente de las células fuente, tienen un área de influencia mucho más restringida que las hormonas, lo cual afecta a células por todo el cuerpo.
Scientific American publicó un artículo en diciembre de 2004, titulado “The Brain’s Own Marijuana” dónde se discutía el sistema endógeno cannabinoide.

## Cannabinoides sintéticos
Históricamente, la síntesis de cannabinoides en los laboratorios se basaba usualmente en la estructura de los cannabinoides herbarios y un largo número de análogos que han sido producidos y testados, especialmente en un grupo liderado por Roger Adams desde 1941, y más tarde en un grupo liderado por Raphael Mechoulam. Los componentes más nuevos no se relacionan con los cannabinoides naturales ni están basados en la estructura de los cannabinoides endógenos.
Los cannabinoides sintéticos son particularmente útiles en experimentos para determinar la relación entre la estructura y la actividad de los componentes de los cannabinoides, haciendo sistemáticas e incrementales modificaciones en las moléculas de cannabinoides.
Medicamentos comercializados que contienen cannabinoides sintéticos:
- Nabilone (Cesamet®), un neocannabinoide sintético y un análogo del THC.
- Rimonabant (SR141716), un neocannabinoide selectivo, antagonista del receptor CB1, usado contra la obesidad bajo el nombre de Acomplia®. También se utiliza en tratamientos para dejar de fumar.

A menudo se indica erróneamente el dronabinol o el nabiximols (Sativex®) entre los "cannabinoides sintéticos". No obstante:
- dronabinol es la denominación común internacional del fitocannabinoide delta-9-tetrahidrocannabinol (THC), natural o sintético (la molécula es similar en ambos casos[4][13]). Dronabinol se receta como un estimulante del apetito, analgésico y antiemético (Marinol® o Syndros® son dos marcas de dronabinol de origen sintético).
- Nabiximols (Sativex®), es un preparado de dos fitocannabinoides (THC y CBD) que se aplica en un spray, utilizado para el dolor neuropático y espástico en numerosos países. Sativex® obtiene sus cannabinoides de la extracción de las plantas de cannabis.

## Tabla de algunas familias de cannabinoides
| Cannabigerol-type (CBG)                                       | Cannabigerol-type (CBG)                                             | Cannabigerol-type (CBG)                                                                    | Cannabigerol-type (CBG)                                            | Cannabigerol-type (CBG)                                               |
| ------------------------------------------------------------- | ------------------------------------------------------------------- | ------------------------------------------------------------------------------------------ | ------------------------------------------------------------------ | --------------------------------------------------------------------- |
| Cannabigerol (E)-CBG-C5                                       | Cannabigerol monomethyl ether (E)-CBGM-C5 A                         | Cannabinerolic acid A (Z)-CBGA-C5 A                                                        | Cannabigerovarin (E)-CBGV-C3                                       |                                                                       |
| Cannabigerolic acid A (E)-CBGA-C5 A                           | Cannabigerolic acid A monomethyl ether (E)-CBGAM-C5 A               |                                                                                            | Cannabigerovarinic acid A (E)-CBGVA-C3 A                           |                                                                       |
| Cannabichromene-type (CBC)                                    |                                                                     |                                                                                            |                                                                    |                                                                       |
| (±)-Cannabichromene CBC-C5                                    | (±)-Cannabichromenic acid A CBCA-C5 A                               | (±)-Cannabivarichromene, (±)-Cannabichromevarin CBCV-C3                                    | (±)-Cannabichromevarinic acid A CBCVA-C3 A                         |                                                                       |
| Cannabidiol-type (CBD)                                        |                                                                     |                                                                                            |                                                                    |                                                                       |
| (−)-Cannabidiol CBD-C5                                        | Cannabidiol momomethyl ether CBDM-C5                                | Cannabidiol-C4 CBD-C4                                                                      | (−)-Cannabidivarin CBDV-C3                                         | Cannabidiorcol CBD-C1                                                 |
| Cannabidiolic acid CBDA-C5                                    |                                                                     |                                                                                            | Cannabidivarinic acid CBDVA-C3                                     |                                                                       |
| Cannabinodiol-type (CBND)                                     |                                                                     |                                                                                            |                                                                    |                                                                       |
| Cannabinodiol CBND-C5                                         | Cannabinodivarin CBND-C3                                            |                                                                                            |                                                                    |                                                                       |
| Tetrahydrocannabinol-type (THC)                               |                                                                     |                                                                                            |                                                                    |                                                                       |
| Δ9-Tetrahydrocannabinol (dronabinol) Δ9-THC-C5                |                                                                     | Δ9-Tetrahydrocannabinol-C4 Δ9-THC-C4                                                       | Δ9-Tetrahydrocannabivarin Δ9-THCV-C3                               | Δ9-Tetrahydrocannabiorcol Δ9-THCO-C1                                  |
| Δ9-Tetrahydro- cannabinolic acid A Δ9-THCA-C5 A               | Δ9-Tetrahydro- cannabinolic acid B Δ9-THCA-C5 B                     | Δ9-Tetrahydro- cannabinolic acid-C4 A and/or B Δ9-THCA-C4 A and/or B                       | Δ9-Tetrahydro- cannabivarinic acid A Δ9-THCVA-C3 A                 | Δ9-Tetrahydro- cannabiorcolic acid A and/or B Δ9-THCOA-C1 An and/or B |
| (−)-Δ8-trans-(6aR,10aR)- Δ8-Tetrahydrocannabinol Δ8-THC-C5    | (−)-Δ8-trans-(6aR,10aR)- Tetrahydrocannabinolic acid A Δ8-THCA-C5 A | (−)-(6aS,10aR)-Δ9- Tetrahydrocannabinol (−)-cis-Δ9-THC-C5                                  |                                                                    |                                                                       |
| Cannabinol-type (CBN)                                         |                                                                     |                                                                                            |                                                                    |                                                                       |
| Cannabinol CBN-C5                                             | Cannabinol-C4 CBN-C4                                                | Cannabivarin CBN-C3                                                                        | Cannabinol-C2 CBN-C2                                               | Cannabiorcol CBN-C1                                                   |
| Cannabinolic acid A CBNA-C5 A                                 | Cannabinol methyl ether CBNM-C5                                     |                                                                                            |                                                                    |                                                                       |
| Cannabitriol-type (CBT)                                       |                                                                     |                                                                                            |                                                                    |                                                                       |
| (−)-(9R,10R)-trans- Cannabitriol (−)-trans-CBT-C5             | (+)-(9S,10S)-Cannabitriol (+)-trans-CBT-C5                          | (±)-(9R,10S/9S,10R)- Cannabitriol (±)-cis-CBT-C5                                           | (−)-(9R,10R)-trans- 10-O-Ethyl-cannabitriol (−)-trans-CBT-OEt-C5   | (±)-(9R,10R/9S,10S)- Cannabitriol-C3 (±)-trans-CBT-C3                 |
| 8,9-Dihydroxy-Δ6a(10a)- tetrahydrocannabinol 8,9-Di-OH-CBT-C5 | Cannabidiolic acid A cannabitriol ester CBDA-C5 9-OH-CBT-C5 ester   | (−)-(6aR,9S,10S,10aR)- 9,10-Dihydroxy- hexahydrocannabinol, Cannabiripsol Cannabiripsol-C5 | (−)-6a,7,10a-Trihydroxy- Δ9-tetrahydrocannabinol (−)-Cannabitetrol | 10-Oxo-Δ6a(10a)- tetrahydrocannabinol OTHC                            |
| Cannabielsoin-type (CBE)                                      |                                                                     |                                                                                            |                                                                    |                                                                       |
| (5aS,6S,9R,9aR)- Cannabielsoin CBE-C5                         |                                                                     | (5aS,6S,9R,9aR)- C3-Cannabielsoin CBE-C3                                                   |                                                                    |                                                                       |
| (5aS,6S,9R,9aR)- Cannabielsoic acid A CBEA-C5 A               | (5aS,6S,9R,9aR)- Cannabielsoic acid B CBEA-C5 B                     | (5aS,6S,9R,9aR)- C3-Cannabielsoic acid B CBEA-C3 B                                         |                                                                    |                                                                       |
| Cannabiglendol-C3 OH-iso-HHCV-C3                              | Dehydrocannabifuran DCBF-C5                                         | Cannabifuran CBF-C5                                                                        |                                                                    |                                                                       |
| Isocannabinoids                                               |                                                                     |                                                                                            |                                                                    |                                                                       |
| (−)-Δ7-trans-(1R,3R,6R)- Isotetrahydrocannabinol              | (±)-Δ7-1,2-cis- (1R,3R,6S/1S,3S,6R)- Isotetrahydro- cannabivarin    | (−)-Δ7-trans-(1R,3R,6R)- Isotetrahydrocannabivarin                                         |                                                                    |                                                                       |
| Cannabicyclol-type (CBL)                                      |                                                                     |                                                                                            |                                                                    |                                                                       |
| (±)-(1aS,3aR,8bR,8cR)- Cannabicyclol CBL-C5                   | (±)-(1aS,3aR,8bR,8cR)- Cannabicyclolic acid A CBLA-C5 A             | (±)-(1aS,3aR,8bR,8cR)- Cannabicyclovarin CBLV-C3                                           |                                                                    |                                                                       |
| Cannabicitran-type (CBT)                                      |                                                                     |                                                                                            |                                                                    |                                                                       |
| Cannabicitran CBT-C5                                          |                                                                     |                                                                                            |                                                                    |                                                                       |
| Cannabichromanone-type (CBCN)                                 |                                                                     |                                                                                            |                                                                    |                                                                       |
| Cannabichromanone CBCN-C5                                     | Cannabichromanone-C3 CBCN-C3                                        | Cannabicoumaronone CBCON-C5                                                                |                                                                    |                                                                       |